# Pagurus mbizi
Pagurus mbizi is een tienpotigensoort uit de familie van de Paguridae. De wetenschappelijke naam van de soort is voor het eerst geldig gepubliceerd in 1955 door Forest.